# 安德魯·布魯德
安德魯·布魯德（Andrew Broad，1975年7月2日—）是一位澳洲政治人物，他的黨籍是澳洲國家黨。自2013年開始，他是馬利選區選出的澳大利亞眾議院的議員。他曾經擔任維多利亞州農民協會的副主席。